# Agalychnis granulosa
Agalychnis granulosa es una especie de anfibios de la familia Hylidae. Es endémica de Brasil. Sus hábitats naturales incluyen bosques tropicales o subtropicales secos y a baja altitud y ríos. Está amenazada de extinción por la destrucción de su hábitat natural.